# Vágvölgyi B. András
Vágvölgyi B. András (Szeged, 1959. augusztus 25. –) magyar író, újságíró, filmrendező, filmesztéta, politikai és kulturális kommentátor.

## Életpályája
Édesapja szociológus, édesanyja angoltanár volt. A JATE Ságvári Endre Gyakorló Gimnáziumában érettségizett, majd 1978–1981 között a József Attila Tudományegyetem Jogtudományi Karának hallgatója volt. 1982–1984 között az ELTE JTK hallgatójaként szerzett jogi diplomát. 1984–1987 között a Magyar Tudományos Akadémia szociológiai tudományos továbbképzési ösztöndíjasa volt. 1987–1988 között az Essexi Egyetemen tanult. 1988-ban a Tudományos Dolgozók Demokratikus Szakszervezete, a Fidesz (1988–1993) tagja és az SZDSZ egyik alapítója. 1989-ben Nagy Imre újratemetésének sajtófőnöke. 1989-ben a Magyar Narancs alapító szerkesztője, 1991–1998 között főszerkesztőjeként dolgozott. 1990-ben, valamint 1994–1995 között az USA-ban volt ösztöndíjas, a későbbi időpontban a Harvard Egyetemen Dusan Makavejev filmszakos tanítványa volt. 1990–1992 között a Fidesz külpolitikai tanácsadójaként dolgozott. 1993–1994 között a Nyilvánosság Klub ügyvivőjeként tevékenykedett. 1997–1998 között Tokióban volt ösztöndíjas. 2000–2002 között az Élet és Irodalom munkatársa volt, azóta különböző felsőoktatási intézményekben tanít, illetve szabadúszó író, filmes.
Két kapcsolatából négy lánya született.

## Művei
- Narancs blue. Bevezetés a neozsurnalizmusba; Új Mandátum, Budapest (1998)
- Tokyo Underground (2000, 2004, 2013)
- Neondélibáb. B-filmek; JAK–Kijárat, Budapest, 2002 (JAK)
- Eörsi István (2003)
- Tarantino mozija (2004)
- Tokyo underground. Előtanulmány és kollázs; ill. Nagy Kriszta; 2. bőv. kiad.; Ulpius-ház, Budapest, 2004 (harmadik kiadás: 2013)
- ÉnNeM indián (2006)
- 1989. Tűzijáték; Nyitott Könyvműhely, Budapest (2009)
- Kolorádó Kid (2010)
- Steve Jobs (2012)
- Pazar évek sötétben (2015)
- Arcvonal keleten. Történetek a romagyilkosságokról; Konkrét Könyvek, Budapest (2016)
- 1989. Második, átdolgozott, szűkített kiadás. Cser, Budapest (2019)
- Greed. A mohóság fojtogató súlya. Trilógia / Az örvény magja / Korunk hőse vetélkedő / Creative writing; Cser, Budapest (2022)
- Edith Liebermann semmi kis élete; Cser, Budapest (2023)

## Fordítások
- Hunter S. Thompson: Félelem és reszketés Las Vegasban (1994)
- Hunter S. Thompson: Hell's Angels. Vad rege az angyalokról (2003)
- Naomi Klein: No Logo. Márkák, multik, monstrumok (2004)
- Hunter S. Thompson: A félelem birodalma. A rossz csillagzat alatt született gyermek reszketésteljes titkai az amerikai évszázad utolsó napjaiból; Konkrét Könyvek, Budapest (2006)

## Filmjei
- A nagy testvér árnyékában (rendező, 1997)
- Wildorado (rendező, 1999)
- Tilos. Verboten. Interdit (rendező, 1999)
- Werckmeister harmóniák (producer, 2000)
- Kelj fel, komám, ne aludjál! (színész, 2002)
- Kolorádó Kid (író-rendező-producer, 2010)
- Fekete leves (színész, 2013)
- Az itt élő lelkek többsége (színész, 2016)